# MTV Movie Award alla miglior performance rivelazione femminile
L'MTV Movie Award per la migliore performance rivelazione femminile (MTV Movie Award for Best Breakthrough Female Performance) è un premio cinematografico statunitense assegnato annualmente nel corso degli MTV Movie Awards dall'edizione del 1999 all'edizione del 2005 e nell'edizione del 2009.
Nelle altre edizioni è stato assegnato un unico premio, senza distinzione di sesso, per la migliore performance rivelazione (Breakthrough Performance).

## Vincitori e candidati
I vincitori sono indicati in grassetto, a seguire gli altri candidati.
- 1999: Katie Holmes - Generazione perfetta (Disturbing Behavior)
  - Cate Blanchett - Elizabeth
  - Brandy - Incubo finale (I Still Know What You Did Last Summer)
  - Rachael Leigh Cook - Kiss Me (She's All That)
  - Catherine Zeta-Jones - La maschera di Zorro (The Mask of Zorro)
- 2000: Julia Stiles - 10 cose che odio di te (10 Things I Hate about You)
  - Selma Blair - Cruel Intentions - Prima regola non innamorarsi (Cruel Intentions)
  - Shannon Elizabeth - American Pie
  - Carrie-Anne Moss - Matrix (The Matrix)
  - Hilary Swank - Boys Don't Cry
- 2001: Erika Christensen - Traffic
  - Aaliyah - Romeo deve morire (Romeo Must Die)
  - Anna Faris - Scary Movie
  - Piper Perabo - Le ragazze del Coyote Ugly (Coyote Ugly)
  - Zhang Ziyi - La tigre e il dragone (Crouching Tiger, Hidden Dragon)
- 2002: Mandy Moore - I passi dell'amore - A Walk to Remember (A Walk to Remember)
  - Penélope Cruz - Blow
  - Anne Hathaway - Pretty Princess (The Princess Diaries)
  - Shannyn Sossamon - Il destino di un cavaliere (A Knight's Tale)
  - Britney Spears - Crossroads - Le strade della vita (Crossroads)
- 2003: Jennifer Garner - Daredevil
  - Kate Bosworth - Blue Crush
  - Maggie Gyllenhaal - Secretary
  - Eve - La bottega del barbiere
  - Beyoncé - Austin Powers in Goldmember
  - Nia Vardalos - Il mio grosso grasso matrimonio greco (My Big Fat Greek Wedding)
- 2004: Lindsay Lohan - Quel pazzo venerdì (Freaky Friday)
  - Scarlett Johansson - Lost in Translation - L'amore tradotto (Lost in Translation)
  - Keira Knightley - La maledizione della prima luna (Pirates of the Caribbean: The Curse of the Black Pearl)
  - Jessica Biel - Non aprite quella porta (The Texas Chainsaw Massacre)
  - Evan Rachel Wood - Thirteen - 13 anni (Thirteen)
- 2005: Rachel McAdams - Mean Girls
  - Ashanti - Coach Carter
  - Elisha Cuthbert - La ragazza della porta accanto (The Girl Next Door)
  - Bryce Dallas Howard - The Village
  - Emmy Rossum - The Day After Tomorrow - L'alba del giorno dopo (The Day After Tomorrow)
- 2009: Ashley Tisdale - High School Musical 3: Senior Year
  - Amanda Seyfried - Mamma Mia!
  - Freida Pinto - The Millionaire (Slumdog Millionaire)
  - Kat Dennings - Nick & Norah - Tutto accadde in una notte (Nick and Norah's Infinite Playlist)
  - Miley Cyrus - Hannah Montana: The Movie
  - Vanessa Hudgens - High School Musical 3: Senior Year